# Гольденберг Надія Марківна
Наді́я Ма́рківна Го́льденберг (рос. Надежда Марковна Гольденберг; 1891, Київщина — 1981, Москва) — українська і російська піаністка, музична педагогиня, композиторка.

## Життєпис
Надія Гольденберг народилась 1891 року на Київщині. Освіту здобула в Києві (гімназія та музична школа Володимира Пухальського).
1914 — закінчила Петербузьку консерваторію і маючи звання вільного художника-піаніста повернулась до Києва.
Теорію композиції проходила у Болеслава Яворського в Київській консерваторії.
1919—1923 — педагог, лектор, піаністка, завідувачка в київських дитячих школах та школах для дорослих (Народної консерваторії).
1919—1921 — працює в літучих музичних загонах Київської наросвіти як піаністка, організатор та керіник революційних свят по клубах, трудшколах. Керівник клубних музстудій та музхоргуртків.
З 1922 — лектор та керівник семінару «Нова теорія музики» (Яворського) та лектор театрального технікуму.
1923—1927 — викладач музично-теоретичних предметів Державного музично-драматичного інституту імені М. В. Лисенка.
1925—1930 — директор Дитячого відділу 1-ї музпрофшколи (при Київській консерваторії) та керівник класу фортепіано й музвиховання. Серед її учнів — Роза Тамаркіна.
Автор розвідок за теорією Яворського у галузі форми творів Баха, Бетховена, Шумана та ін.
Мала власні твори: сонати, прелюди, симфонічні уривки, романси, дитячі оперетки та ін.
З 1927 вела музику в Державному дитячому театрі ім Франка.
1930 року переїхала до Москви, де викладала в музичних школах і в консерваторії.
1931—1932 — викладач в Московській консерваторії методики музичного виховання, доцент. 1932—1943 — вела там клас фортепіано.
Викладала в Московській музичній школі імені М. Г. Рубінштейна.
Надія Марківна пішла з життя 1981 року.

## Визнання
Здобула звання Заслуженого вчителя РРФСР, Заслуженого діяча культури.